# 아모르 소행성
| Mars (M) Mars trojans Venus (V) Mercury (H) | Sun Amor asteroids Earth (E) |

The Amor asteroid group compared to the orbits of the terrestrial planets of the Solar System.

아모르 소행성은 그 전형적인 천체인 1221 아모르(Amor /ˈeɪmɔːr/ )의 이름을 따서 명명된 근 지구 소행성군이다. 이러한 천체의 궤도 근일점은 지구의 궤도 원일점에 근접하지만 그보다 크다(즉, 천체가 지구의 궤도를 횡단하지 않는다). 아모르 소행성의 대부분은 화성의 궤도를 횡단한다. 아모르 소행성 433 에로스는 로봇 우주 탐사선인 NEAR Shoemaker호가 궤도 비행하여 착륙한 최초의 소행성이다.

## 정의

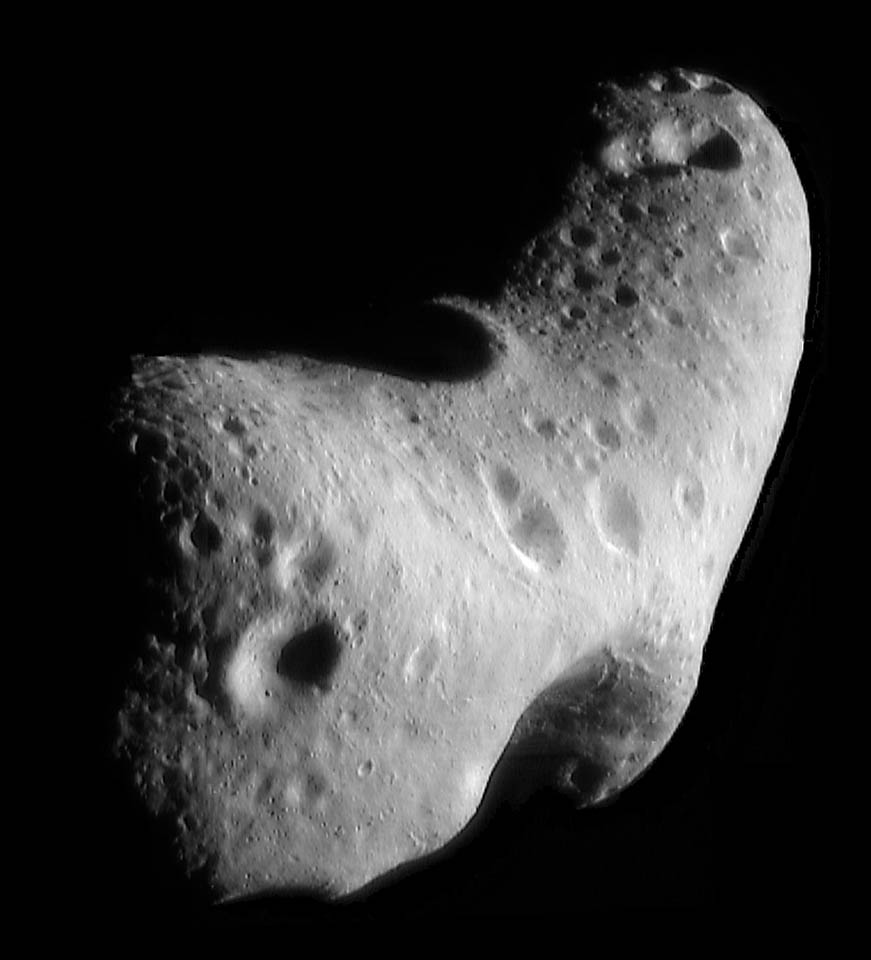
2000년 NEAR 슈메이커가 방문한 아모르 소행성 에로스

아모르 군에 속하는 것으로 소행성을 정의하는 궤도 특성은 다음과 같다.
- 공전 주기가 1년 이상이다. 즉, 궤도 반장축( a )은 1.0 AU보다 크다( a > 1.0 AU);
- 궤도는 지구의 궤도를 가로지르지 않는다. 즉, 궤도 근일점( q )이 지구의 궤도 원일점( q > 1.017 AU)보다 크다.
- 그 천체가 NEO(근 지구천체 )이다. 즉, q < 1.3AU.

## 갯수
2019년 현재 7427개의 알려진 아모르 소행성이 있다. 1153개에 번호가 매겨져 있고 그 중 75개에는 이름이 있다.

### 지구를 스쳐지나는 외부 소행성
지구를 스쳐지나는 외부 소행성(Outer Earth-grazer asteroid)은 일반적으로 지구의 궤도 너머에 있지만 지구의 원일점 (1.0167 AU)보다 태양에 더 가깝고 지구의 근일점(0.9833 AU)보다 더 가깝지 않은 소행성이다. 즉, 소행성의 근일점은 지구의 근일점과 원일점 사이에 있다. 외부 지구 그레이저 소행성은 아모르와 아폴로 소행성으로 나뉜다. 위의 아모르 소행성의 정의를 사용하면, (궤도를 따라 어느 지점에서도)지구보다 태양에 더 가까이 가지 않는 "Earth grazers"는 아모르 소행성이고 그렇지 않는 것은 아폴로 소행성이다.

### 위협성이 있는 소행성
위협성이 있는 소행성 (Potentially Hazardous Asteroid, PHA)으로 인정되려면 천체의 궤도가 어느 시점에서 지구 궤도의 0.05AU 내에 있어야 하며 천체 자체가 지구에 충돌할 경우 상당한 국지적 피해를 입힐 수 있을 만큼 충분히 크고/무거워야 한다. 대부분의 PHA는 아텐 소행성 또는 아폴로 소행성 (따라서 지구 궤도를 가로지르는 궤도를 가짐)이지만 PHA의 약 10분의 1은 아모르 소행성이다. 따라서 위험 가능성이 있는 아모르 소행성은 1.05 AU 미만의 근일점을 가져야 한다. 알려진 아모르 소행성의 약 20%가 이 요구 사항을 충족하며 그 중 약 1/5이 PHA이다. 50개의 알려진 아모르 PHA에는 명명된 개체 2061 안자, 3122 플로렌스, 3908 Nyx 및 3671 Dionysus가 포함되어 있다.

## 목록

### 유명한 아모르 소행성
| 이름          | 년도   | 발견자           | 참조             |
| ------------- | ------ | ---------------- | ---------------- |
| 3908 닉스     | 1980년 | 한스-에밀 슈스터 | MPC · JPL · LCDB |
| 1221 아모르   | 1932년 | 유진 델포르트    | MPC · JPL · LCDB |
| 1036 가니메드 | 1924년 | 월터 바데        | MPC · JPL · LCDB |
| 887 알린다    | 1918년 | 맥스 울프        | MPC · JPL · LCDB |
| 719 알버트    | 1911년 | 요한 팔리사      | MPC · JPL · LCDB |
| 433 에로스    | 1898년 | 구스타프 비트    | MPC · JPL · LCDB |

### 명명된 아모르 소행성
이것은 명명된 아모르 소행성에 대한 유동적인 목록이다.
| 명칭                | 임시 명칭 |
| ------------------- | --------- |
| 433 에로스          | 1898 DQ   |
| 719 알버트          | 1911 MT   |
| 887 알린다          | 1918 DB   |
| 1036 가니메드       | 1924 TD   |
| 1221 아모르         | 1932 EA 1 |
| 1580 베툴리아       | 1950 KA   |
| 1627 이바르         | 1929 SH   |
| 1915 케찰코아틀     | 1953 EA   |
| 1916 보레아스       | 1953 RA   |
| 1917 쿠요           | 1968 AA   |
| 1943 안테로스       | 1973 EC   |
| 1980 테스카틀리포카 | 1950 LA   |
| 2059 바보키바리     | 1963 UA   |
| 2061 안자           | 1960 UA   |
| 2202 펠레           | 1972 RA   |
| 2368 벨트로바타     | 1977 RA   |
| 2608 세네카         | 1978 DA   |
| 3102 크록           | 1981 QA   |
| 3122 플로렌스       | 1981 ET3  |
| 3199 네페르티티     | 1982 RA   |
| 3271 울             | 1982 RB   |
| 3288 셀레우커스     | 1982 DV   |
| 3352 맥컬리프       | 1981 CW   |
| 3551 베레니아       | 1983 RD   |
| 3552 돈키호테       | 1983 SA   |

| 명칭              | 임시 명칭  |
| ----------------- | ---------- |
| 3553 메라         | 1985 JA    |
| 3671 디오니소스   | 1984 KD    |
| 3691 베데         | 1982 FT    |
| 3757 아나골레이   | 1982 XB    |
| 3908 닉스         | 1980 PA    |
| 3988 휴마         | 1986 LA    |
| 4055 마젤란       | 1985 DO2   |
| 4401 아디티       | 1985 TB    |
| 4487 포카혼타스   | 1987 UA    |
| 4503 클레오불루스 | 1989 WM    |
| 4947 닌카시       | 1988 TJ1   |
| 4954 에릭         | 1990 SQ    |
| 4957 브루스머레이 | 1990 XJ    |
| 5324 랴푸노프     | 1987 SL    |
| 5332 Davidaguilar | 1990 DA    |
| 5370 타라니스     | 1986 RA    |
| 5620 제이슨휠러   | 1990년 OA  |
| 5653 카마릴로     | 1992년 WD5 |
| 5751 자오         | 1992 AC    |
| 5797 비보이       | 1980 AA    |
| 5863 타라         | 1983 RB    |
| 5869 타니스       | 1988 VN4   |
| 5879 알메리아     | 1992 CH1   |
| 6050 미와블록     | 1992 AE    |
| 6456 골롬베크     | 1992 OM    |

| 명칭                   | 임시 명칭 |
| ---------------------- | --------- |
| 6569 온다체            | 1993 MO   |
| 7088 이슈타르          | 1992 AA   |
| 7336 손더스            | 1989 RS 1 |
| 7358 오제              | 1995 YA 3 |
| 7480 노르완            | 1994 PC   |
| 8013 고든무어          | 1990 KA   |
| 8034 아카              | 1992 LR   |
| 8709 카들루            | 1994 JF1  |
| 9172 아브라무          | 1989 OB   |
| 9950 ESA               | 1990 VB   |
| 11284 벨레누스         | 1990 BA   |
| 13553 마사아키코야마   | 1992 JE   |
| 15745 율리야           | 1991 PM5  |
| 15817 루치아노테시     | 1994 QC   |
| 16064 데이비드하비     | 1999 RH27 |
| 16912 리안논           | 1998 EP8  |
| 18106 블루메           | 2000 NX3  |
| 20460 로브휘틀리       | 1999 LO28 |
| 21088 첼랴빈스크       | 1992 BL2  |
| 52387 우이칠로포츠틀리 | 1993 OM7  |
| 65803 디디모스         | 1996 GT   |
| 96189 피그말리온       | 1991 NT3  |
| 154991 빈치구에라      | 2005 BX26 |
| 162011 콘노마루        | 1994 AB1  |
| 164215 돌로레실        | 2004 MF6  |

| 명칭              | 임시 명칭 |
| ----------------- | --------- |
| 189011 오그미오스 | 1997 NJ6  |
| 452307 마나위단   | 1997 XV11 |
| 481984 케르눈노스 | 2009 KL2  |

## 같이 보기
- 아모르 소행성 기록 목록
- 아폴로 소행성
- 아텐 소행성
- 아티라 소행성
- 알린다 소행성
- 아르주나 소행성
- 소행성 목록